# Эпсли-хаус
Эпсли-хаус (англ. Apsley House) — лондонская резиденция герцогов Веллингтонов, расположенная в юго-восточном углу Гайд-парка, на площади Гайд-Парк-Корнер. С 1947 года большая часть помещений открыта для свободного посещения под именем Веллингтоновского музея (Wellington Museum); сам герцог во время приездов в Лондон останавливается в апартаментах с северной стороны здания.
Эпсли-хаус представляет собой исключительный по степени сохранности пример городской резиденции высших слоёв британской аристократии. Он был построен в 1771—78 годах по проекту Роберта Адама для лорда Эпсли (впоследствии лорд-канцлер Генри Батерст, 1-й граф Батерст). В Адамовом стиле до сих пор выдержаны лестница, гостиная и ещё несколько помещений.
У входа в здание возвышаются арка Веллингтона и конный памятник самому знаменитому владельцу дома — 1-му герцогу Веллингтону, при котором Эпсли-хаус приобрёл свой нынешний облик в регентском стиле. Герцог приобрёл особняк у своего старшего брата, графа Ричарда Уэлсли. Он пристроил к зданию ампирный фронтон, облицевал его батским известняком (англ.), расширил флигели и картинную галерею.
Основу художественного собрания Эпсли-хауса, наречённого в честь победы Веллингтона при Ватерлоо, составляют полотна, захваченные герцогом в стане брата Наполеона после битвы при Витории. Здесь представлены такие имена, как Веласкес, Рубенс, Лоррен, Корреджо и Гойя, а также Канова (идеализированная статуя нагого Наполеона в виде бога войны Марса).